# Ternstroemia bullata
Ternstroemia bullata är en tvåhjärtbladig växtart som beskrevs av G.R. Proctor. Ternstroemia bullata ingår i släktet Ternstroemia och familjen Pentaphylacaceae. Inga underarter finns listade i Catalogue of Life.